# Románico rural de Guadalajara

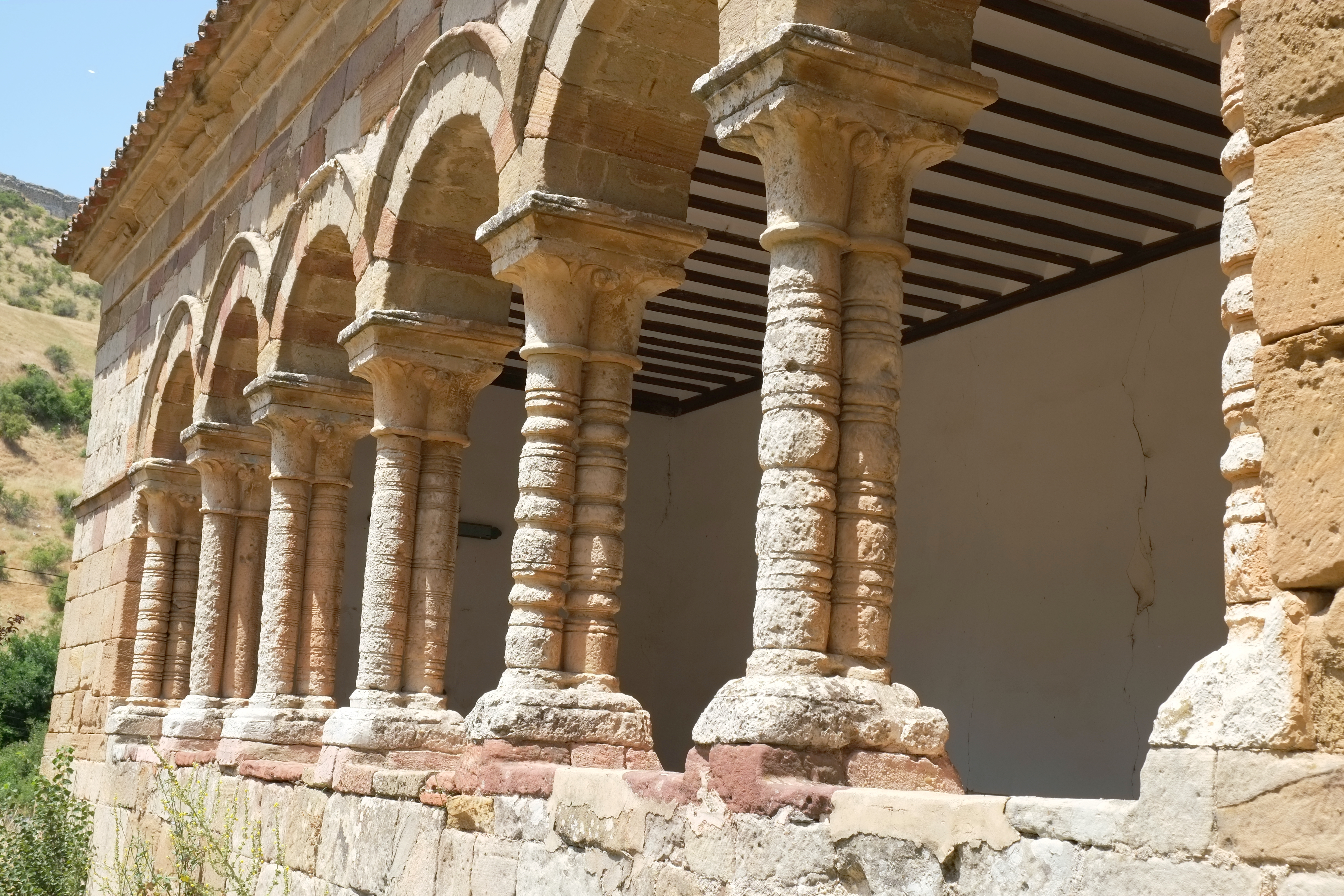
Columnas de la Iglesia de San Bartolomé (Atienza).

El románico rural de Guadalajara constituye un conjunto arquitectónico románico, fundamentalmente de iglesias y ermitas, que se asienta en toda la provincia de Guadalajara (España). Destacan fundamentalmente los erigidos en varios pueblos de la sierra de Pela, en el norte de la provincia, de los cuales algunos de sus ejemplares fueron declarados bien de interés cultural en 1965 y que conforman los ejemplos más visibles y abundantes del románico rural de Guadalajara. Si bien, en menor medida, en el resto de la provincia también aparecen ejemplos del románico rural, menos cuanto más al sur, pero con características similares a los de la sierra de Pela.
El territorio que actualmente ocupa la provincia de Guadalajara fue gradualmente conquistado por Alfonso VI de Castilla entre mediados y finales del siglo XI, cuando el arte románico ya había asentado en el norte de la península ibérica. Por ello, la mayor parte de las edificaciones románicas de la provincia de Guadalajara no empezaron a construirse hasta bien avanzado el siglo XII y en el siglo XIII. Si bien, debido a su antigüedad, a su pequeño tamaño y a la expansión económica, la mayoría de estos templos fueron reconstruidos y ampliados a lo largo de los siglos XVI y XVII, sustituyéndose buena parte de los elementos románicos originales por otros nuevos siguiendo la moda renacentista.
El románico rural de Guadalajara se caracteriza por dos hechos: por desarrollarse sobre todo en pequeñas poblaciones, muchas de ellas dependientes de villas mayores como Atienza y Sigüenza; y por la modestia en sus construcciones, la robustez de sus estructuras y la sencillez de su decoración. Generalmente fue usada la piedra caliza de las canteras cercanas labrada en sillar y en mampostería. La escasa decoración que algunas de ellas pueden mostrar se debe fundamentalmente a la influencia mudéjar, aunque en algunos casos existen variaciones y reformas posteriores, con lo que pueden entremezclarse otros estilos con el austero románico.

## Ejemplos de románico rural en la sierra de Pela

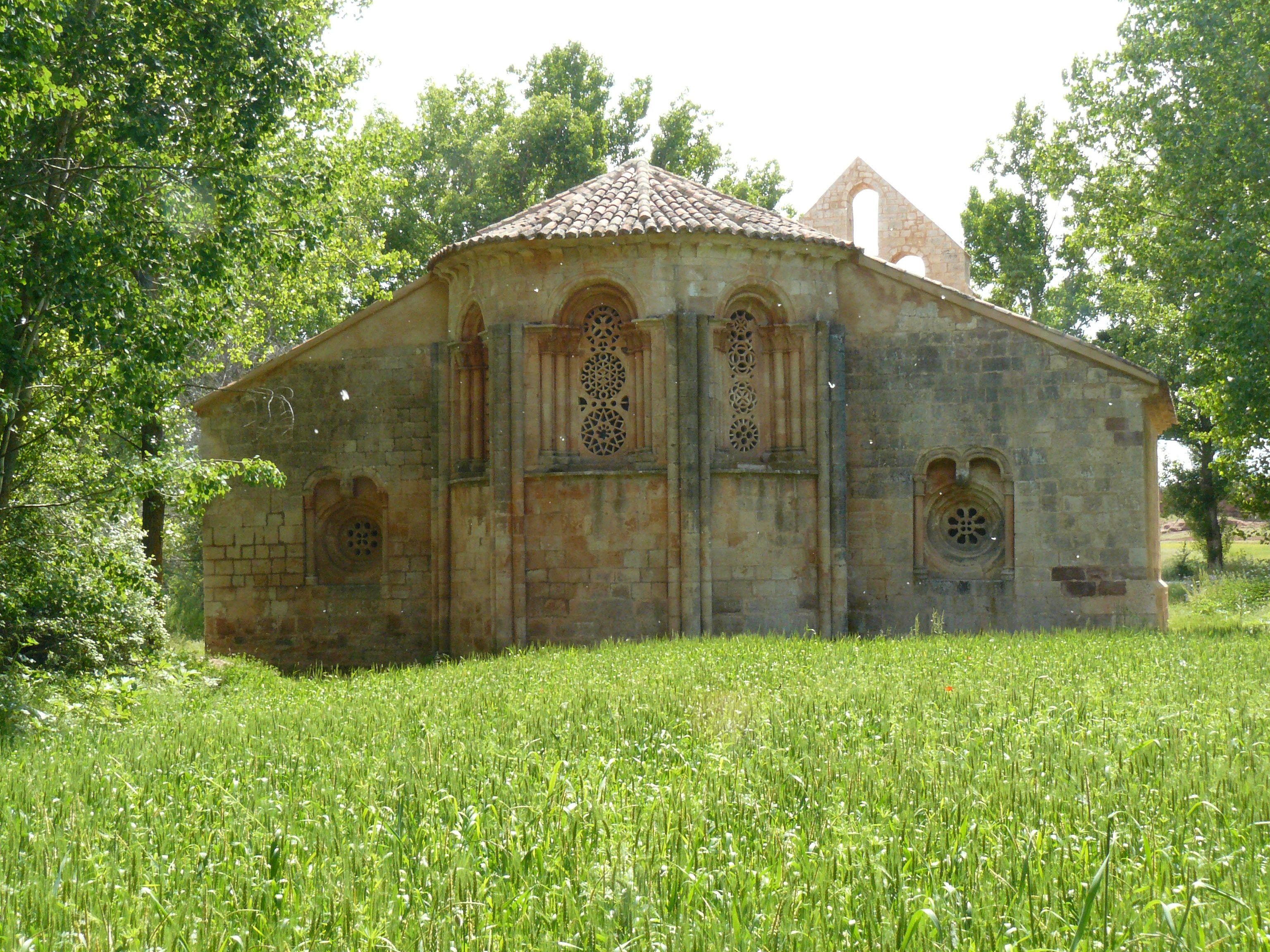
Ábside de la ermita de Santa Coloma de Albendiego.

### Albendiego
En Albendiego se encuentra uno de los más destacados ejemplos del románico rural. La ermita de Santa Coloma, con un aspecto similar al de una iglesia, posee un complejo ábside dividido en tres tramos separados por una triple columna cada uno y con los testeros, y en cada cual se abre un ventanal abocinado en arco de medio punto y decorado con celosías de piedra de raíz mudéjar, tres en dos de ellos y cuatro en el derecho, algo excepcional y único en el románico.

### Atienza

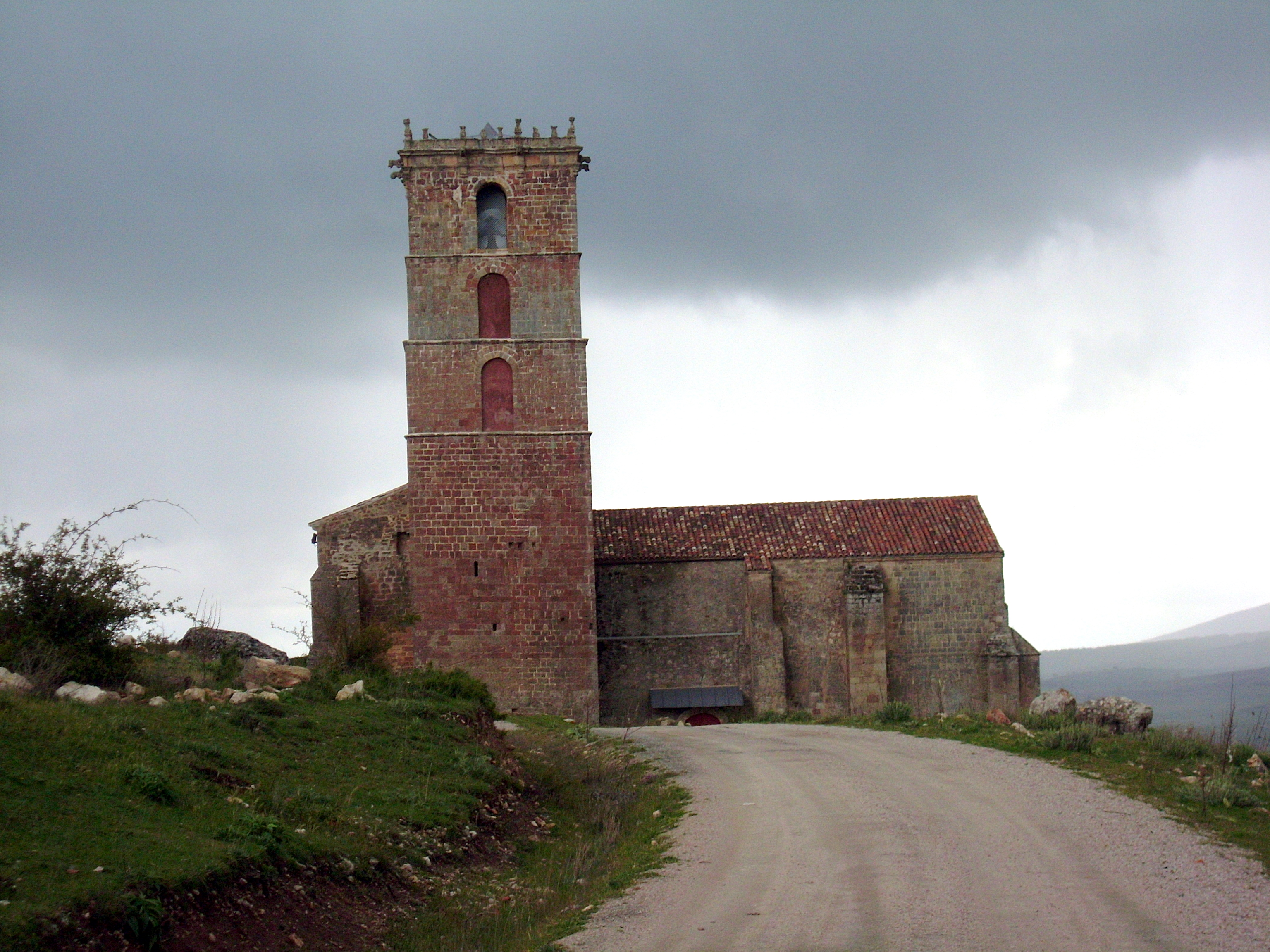
Iglesia de Santa María del Rey en Atienza.

Atienza forma un conjunto histórico-artístico declarado en 1962 en el que la arquitectura románica está muy presente, aunque la mayor parte en edificios restaurados a partir del siglo XVI, por lo que la mezcla de estilos es muy acusada. El románico rural se encuentra destaca fundamentalmente en cinco iglesias: la iglesia de Santa María del Rey, la iglesia del Salvador, la iglesia de la Trinidad, la iglesia de San Gil, la iglesia en San Bartolomé y la iglesia del Val.
La iglesia de Santa María del Rey, aislada de la población y convertida en cementerio a pie del castillo, es la más antigua de Atienza. Conserva del siglo XII el ábside y dos puertas, entre ellas la principal, decorada con arquivoltas con infinidad de figuras.
Las iglesias del Salvador y la Trinidad son de origen románico, pero fueron totalmente reconstruidas en el siglo XVI. De la iglesia de la Trinidad se conserva el ábside, mientras que la portada es renacentista y en su interior se mezclan capillas góticas, renacentistas y rococó.

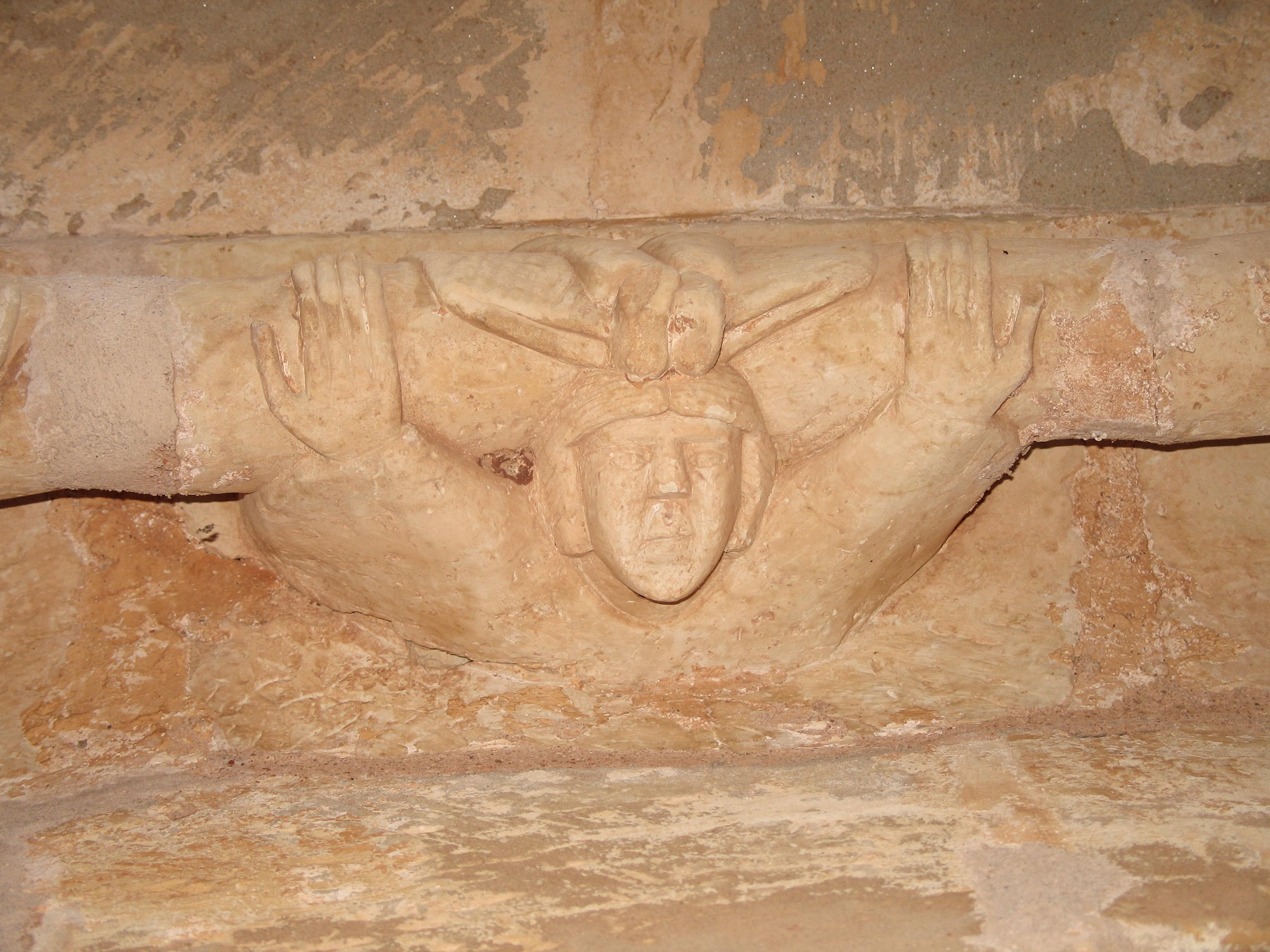
Contorsionista en la arquivolta de la portada de la iglesia del Val de Atienza.

La iglesia de San Gil, del siglo XII y restaurada también en el siglo XVI, conserva del románico el ábside semicircular y los artesonados. Por otra parte, alberga un museo de arte religioso y de paleontología, dotado de diversos lienzos, tablas, esculturas, cálices, cruces procesionales y libros religiosos, además de una colección de fósiles encontrados en la zona y un área de arqueología.
La iglesia de San Bartolomé, de principios del siglo XIII y también reconstruida en el XVI, conserva del románico el ábside, la espadaña, la galería porticada y la portada de acceso con entrelazo. Las reformas posteriores dejan también ejemplos de un artesonado mudéjar, un retablo barroco y un grupo escultórico gótico.
La iglesia del Val fue construida a mediados del siglo XII y, al contrario que las demás, no ha sufrido grandes restauraciones posteriores que variasen sustancialmente su estructura original. Posee tre naves, cubierta de madera y un artesonado mudéjar. Destaca la portada con figuras que se doblan en la arquivolta contorsionando su cuerpo.

### Campisábalos

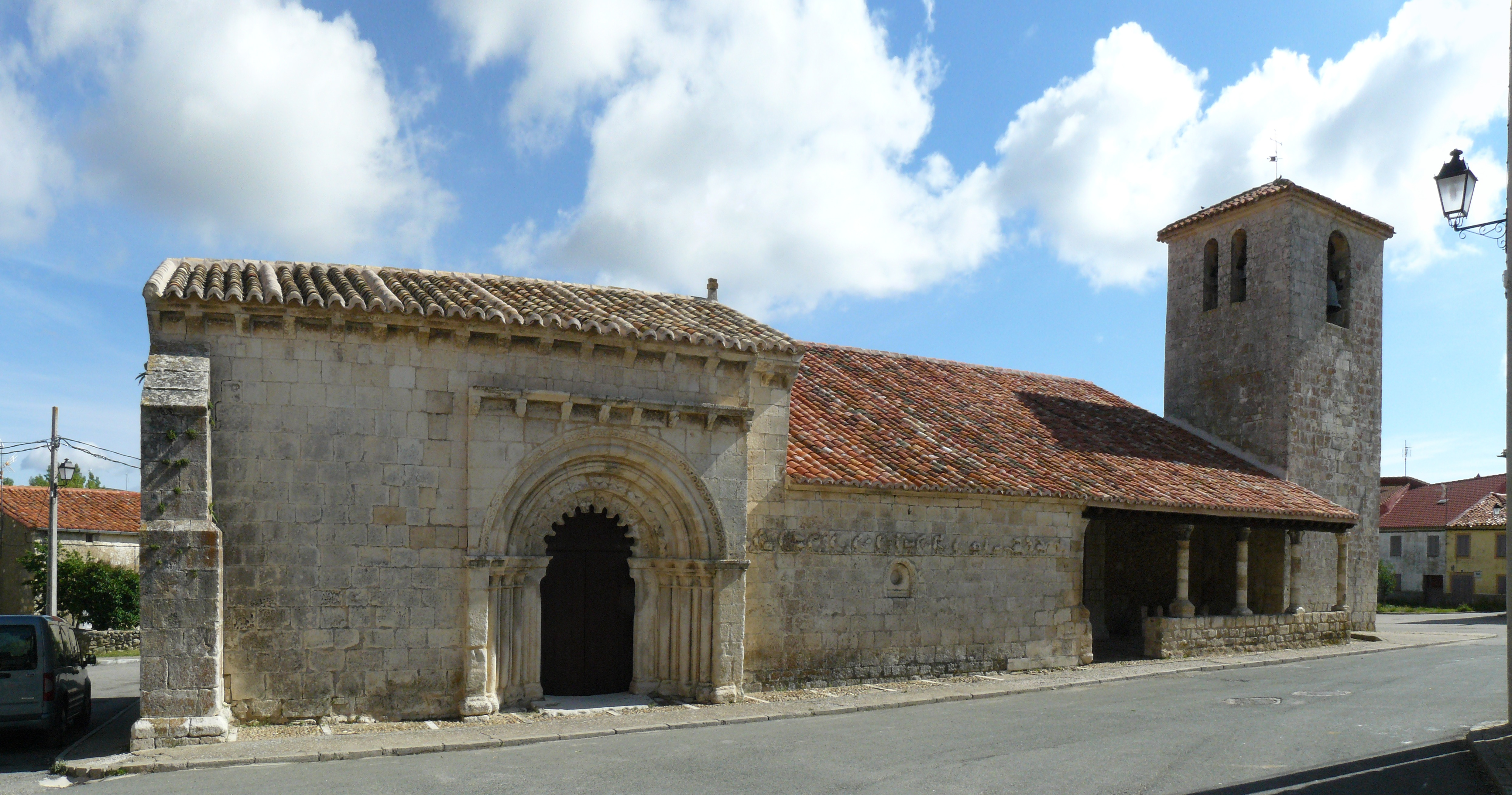
Iglesia de San Bartolomé en Campisábalos.

En Campisábalos destaca la iglesia de San Bartolomé, románica del siglo XII pero con ciertas influencias mudéjares. A excepción de la torre, conserva ítegramente sus elementos originarios, entre los que destaca la capilla de San Galindo, en cuyo muro exterior hay friso único en su género alusivo a las faenas agrícolas a lo largo del año. En el ábside se abre un rosetón mudéjar que dibuja el sello de Salomón, unos canecillos foliados e historiados con decoración antropomórfica y zoomórfica y unas arquivoltas con decoración en zigzag.

### Carabias

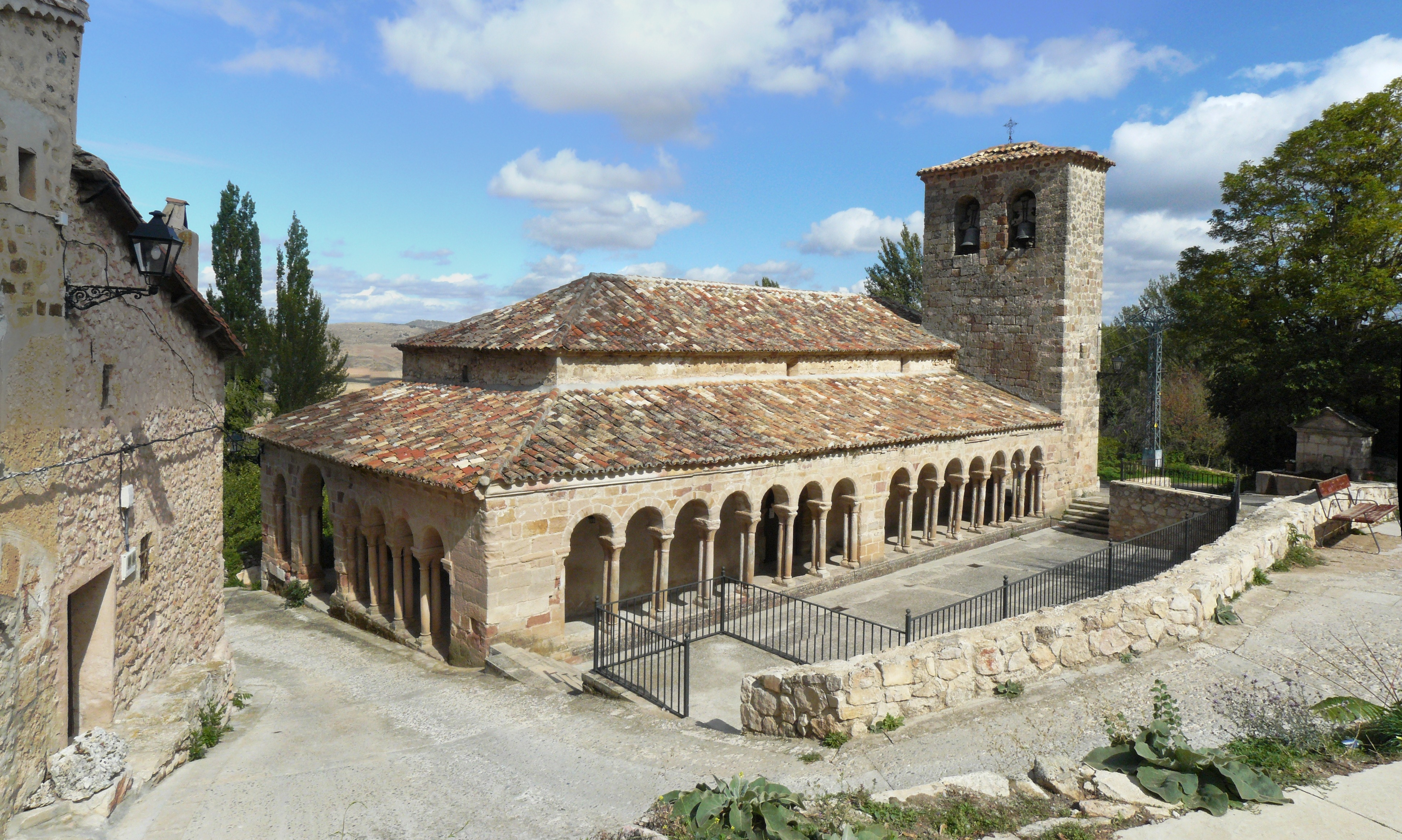
Iglesia del Salvador en Carabias.

En Carabias se encuentra la iglesia del Salvador, del siglo XIII, uno de los más notables ejemplos del románico rural en Sigüenza. Posee un valioso y original atrio porticado con catorce arcos de medio punto apoyados sobre capiteles de decoración vegetal y con ocho marcas de cantero distribuidas por el atrio.

### Cubillas del Pinar
Iglesia parroquial, románica del siglo XII, de una sola nave, con portada de arco semicircular y pórtico de arcos sobre columnas. Dentro de la nave hay un artesonado mudéjar, el retablo del altar mayor, barroco del siglo XVII con algunas tallas y otro retablo del siglo XVI.

### Palazuelos
Palazuelos es una villa fortificada con un sólido sistema defensivo del siglo XV bien conservado. Anterior a las murallas y al castillo es la iglesia de San Juan Bautista, del siglo XIII aunque reformada en los siglos XVI y XVII. Del románico conserva la portada y la espadaña.

### Riba de Santiuste

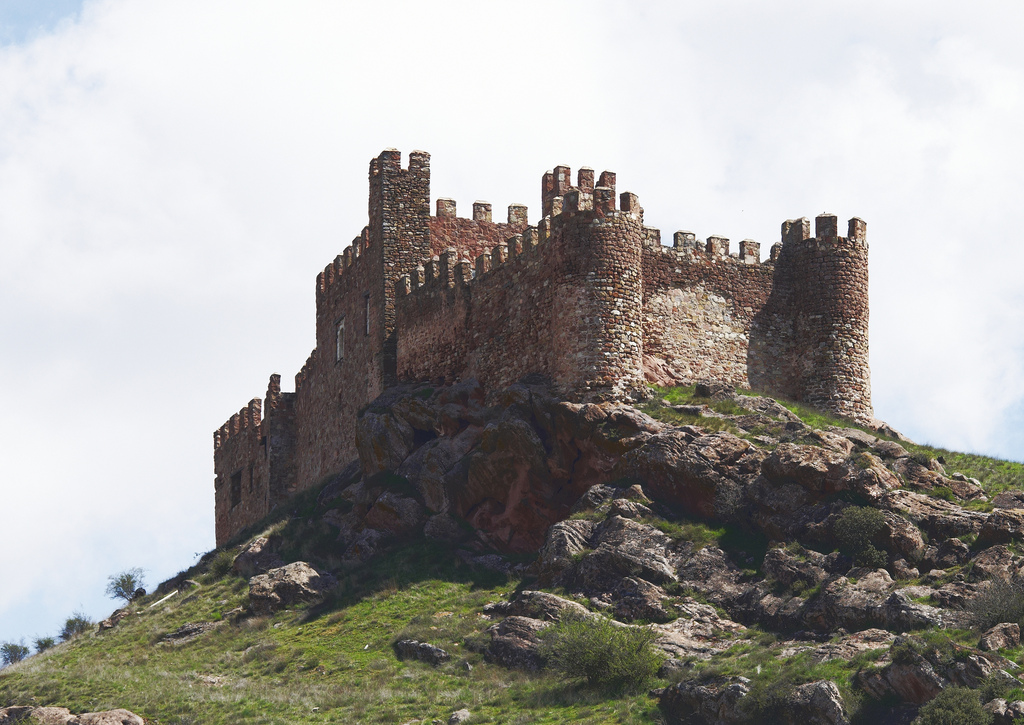
El castillo de Riba de Santiuste posee algunos elementos románicos, como estancias o el refuerzo de sus murallas.

De Riba de Santiuste no destaca su iglesia, sino el imponente castillo, en lo alto de una peña. Fue construido en el siglo IX y reforzado con los añadidos de los siglos XII y XIII más propios del románico. Está formado por dos recintos amurallados almenados y flanqueados por fuertes torres. Hay múltiples elementos de la época románcica, como algunas de las estancias o el refuerzo de las murallas.

### Romanillos de Atienza
La iglesia de San Andrés en Romanillos de Atienza, construida en el siglo XIII y reformada en el siglo XVII, conserva del románico la portada, la espadaña y la nave central, a la cual se le añadiría otras dos en el siglo XVII, aporvechando una de ellas el pórtico. Por lo demás, en el interior apenas conservan testimonios románicos, a excepción de parte de las arquerías y los capiteles del antiguo pórtico.

### Sigüenza

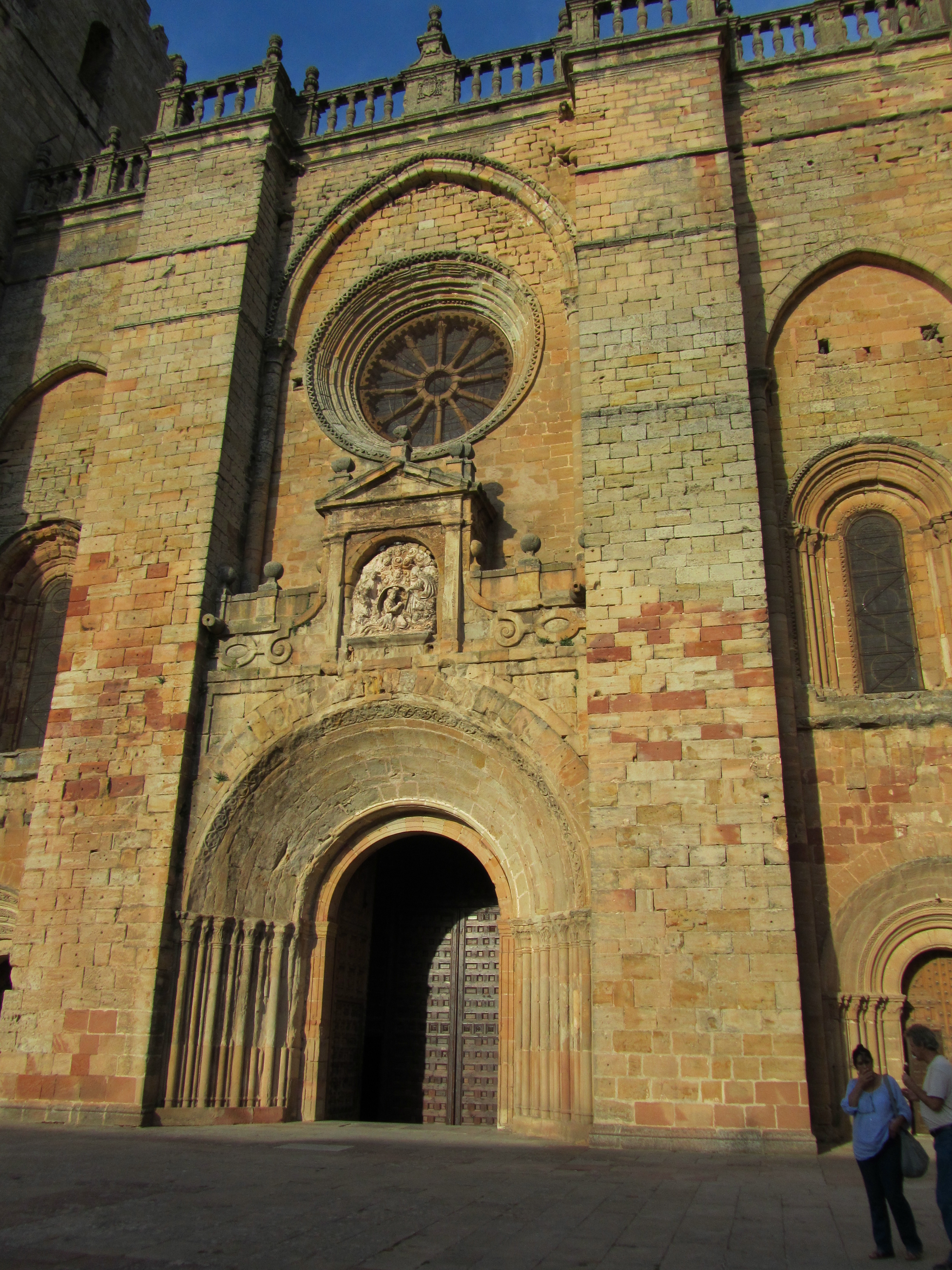
Rosetón y portada de la catedral de Sigüenza.

Sigüenza posee un rico patrimonio histórico artístico que recoge ejemplos arquitectónicos de diversos estilos y épocas, entre ellos románicos; si bien, debido a la riqueza y a ser cabeza del obispado, y por ende ejercer una capitalidad sobre el resto de localidades de la zona a lo largo de la historia, la monumentalidad del patrimonio románico seguntino es mayor que muchos de los otros edificios del románico rural de la sierra de Pela y del resto de la provincia.
Entre las obras románicas de Sigüenza destaca su catedral, aunque de carácter eminentemente gótico, fue iniciada en románico, de cuyo estilo conserva las portadas principales, los muros exteriores, algunos pilares y el rosetón.
Otros dos ejemplos en Sigüenza, cuyas estructuras conservan numerosos elementos de los siglos XII y XIII similares a los de la catedral, son las iglesias de San Vicente, con cabecera y portada románicas, y de Santiago, de orden cisterciense, con portada románica.

### Villacadima

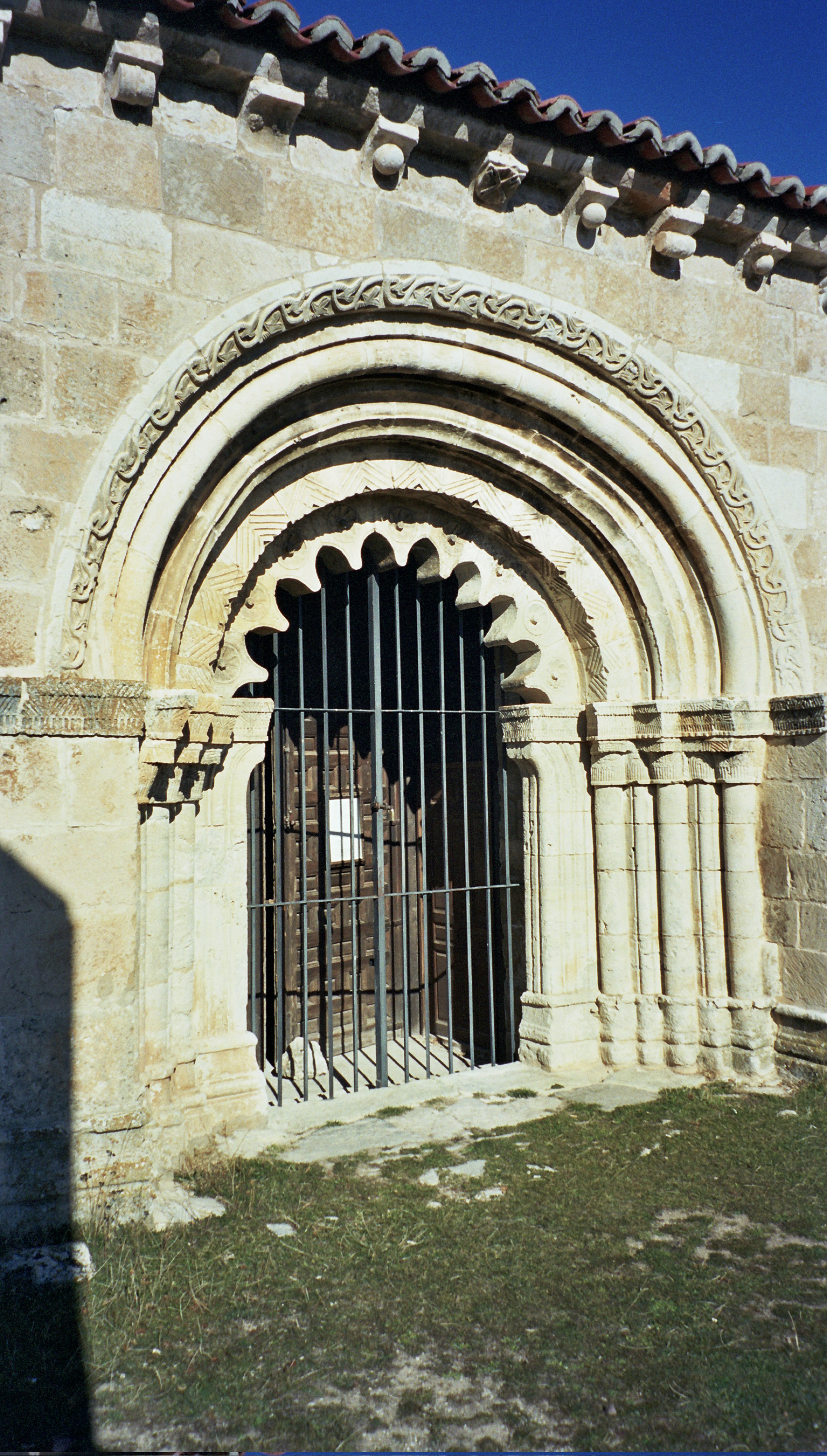
Portada de la iglesia de San Pedro en Villacadima.

La iglesia de San Pedro tiene mezcla diversos estilos debido a las sucesivas restauraciones y ampliaciones. La nave y la portada son del siglo XII, las naves laterales los ábsides del siglo XVI y la torre del siglo XVII. Su portada consta de varias arquivoltas decoradas con motivos vegetales y geométricos con decoración de entrelazo en zigzar, de influencia mudéjar.

### Otros ejemplares
La iglesia de San Martín Obispo en Alcolea de las Peñas conserva del románico la planta, parte del ábside y la espadaña; el resto corresponde a una reforma efectuada en el siglo XVI.
La iglesia de Cantalojas mantiene algunos elementos de su origen románico y mudéjar, como la pila bautismal. Si bien, fue reformada totalmente en el siglo XVII.
La iglesia de San Vicente en Cincovillas es del románico tardío y está sumamente reformada; del románico conserva la espadaña y la portada.
En la iglesia de la Natividad en Hijes destaca su portada con capiteles con lacería y arpías, y el ábside. En el interior se conserva una talla románica y otra gótica.
La iglesia de la Trinidad de Pelegrina es de pequeño tamaño tiene una construcción muy sencilla, con un ábside semicircular precedido de presbiterio recto, rematados por una espadaña. En el siglo XVI fueron añadidos el pórtico de entrada y el tímpano y fue rehabilitado completamente el interior siguiendo trazas renacentistas.

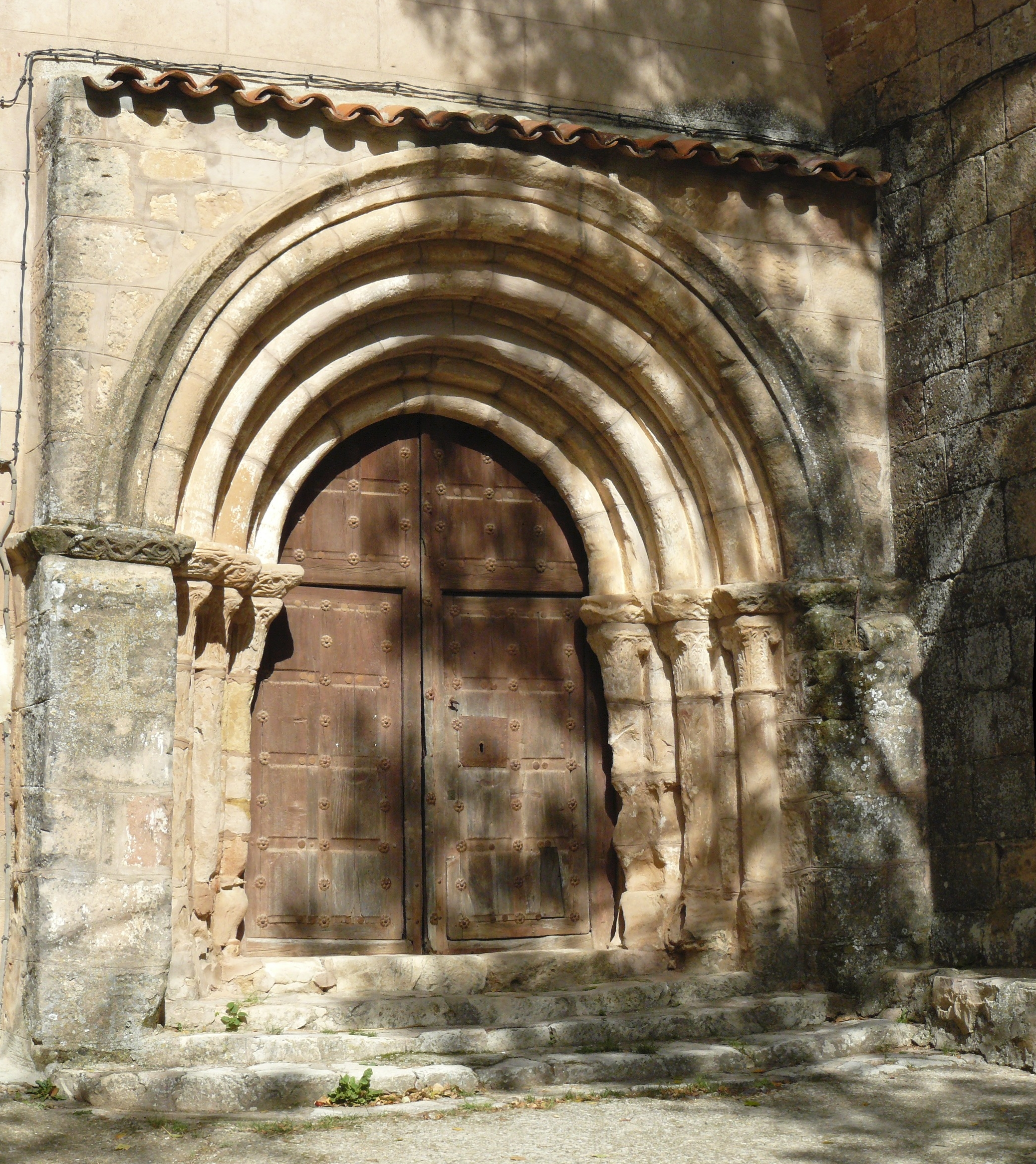
Portada de la iglesia de la Natividad en Pozancos.

La iglesia de la Natividad en Pozancos fue construida en el siglo XIII, aunque también fue reformada en los siglos XVI y XVI. Del románico conserva la portada principal. Destaca la capilla gótica en el ala sur, que alberga el sepulcro de Martín Fernández, arcipreste de Hita y señor de Pozancos.
La iglesia de Querencia, pueblo deshabitado, se encuentra en estado de ruina. Es un edificio muy sencillo, de una única nave cuadrada rematada por una espadaña de doble campana. La del vecino pueblo de Tobes, también deshabitado, es mayor que la de Querencia, y aunque mantiene restos románicos, destaca notablemente la reconstrucción del siglo XVII con la torre y el cimborrio cuadrados. Está en mucho mejor estado que la de Querencia pese a encontrarse tapiada.
En Saúca se encuentra la iglesia de la Asunción, de finales del siglo XII, en la que destaca el pórtico de columnas pareadas y ricos capiteles con iconografía. A pocos kilómetros, en Jodra del Pinar, está la iglesia de San Juan Bautista, en la que destacan el pórtico y los capiteles cistercioenses.
Otras iglesias de la zona que presentan elementos propios del románico rural son la de Riba de Santiuste, la de Olmeda de Jadraque y la de Paredes de Sigüenza, además del puente románico de Cañamares.

## El románico rural en el resto de la provincia

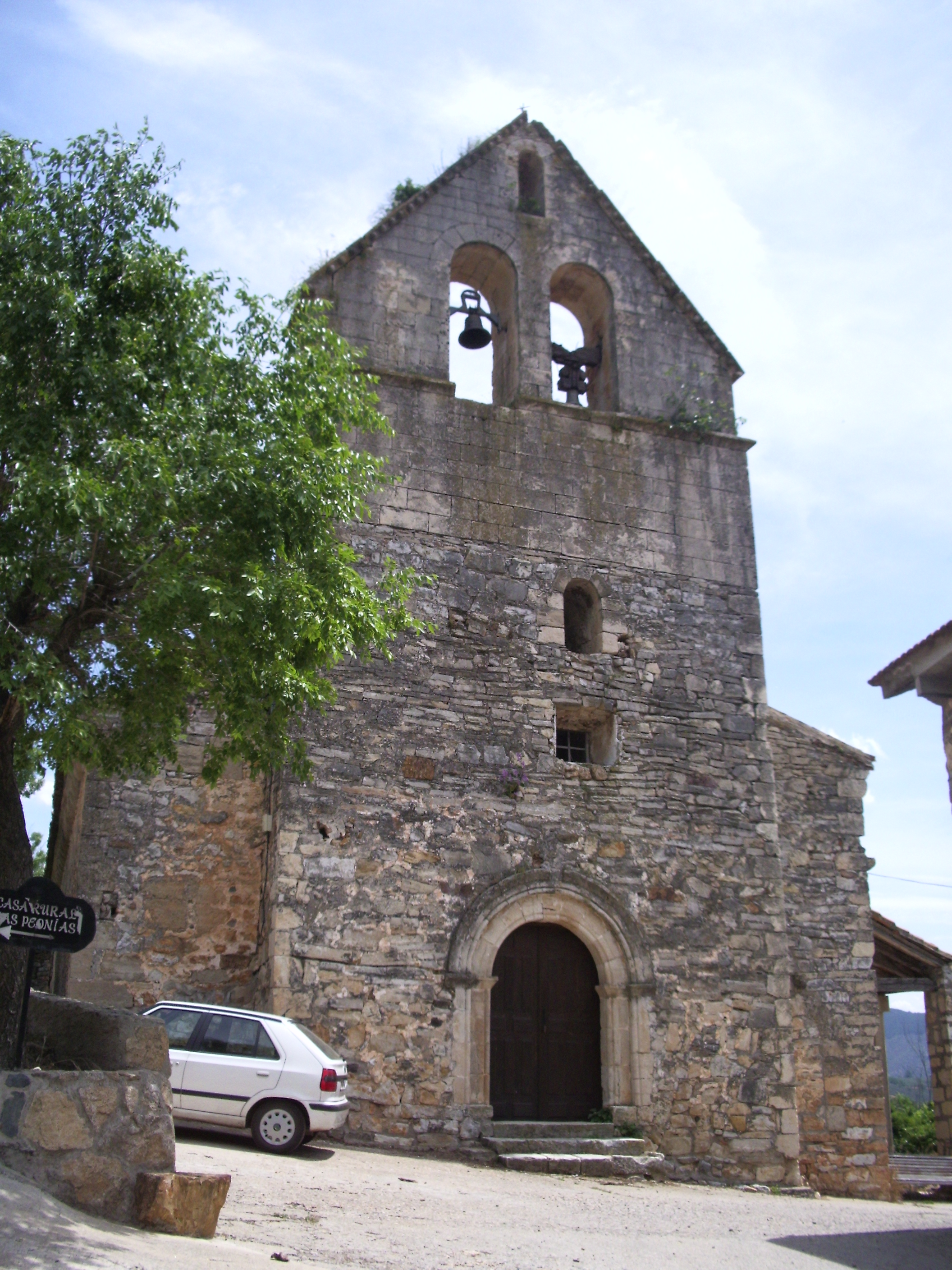
Portada y espadaña de la iglesia de la Asunción de Almiruete.

### Sierra norte
Almiruete
La iglesia de la Asunción de Almiruete conserva gran parte de su construcción original del siglo XIII. Construida en mampostería, inicialmente contaba con una única nave muy sencilla, a la que se le añadieron otras dos laterales y un pórtico en el  siglo XVI. Tiene acceso a través de dos portadas, una en el lado oeste, bajo la espadaña, y otra en el lado sur, en el pórtico. La portada oeste es la original románica y presenta un arco de medio punto con dos arquivoltas muy sencillas y dos columnas rematadas por sendos capiteles. La portada sur se sitúa en el pórtico, es de arco apuntado y es incorporación del siglo XVI. Destaca la esbelta espadaña, que fue recrecida en las reformas del XVI, y cobija dos campanas.
Baides
La iglesia de Santa María Magdalena de Baides es un pequeño templo originalmente románico, aunque reconstruido en casi su totalidad en el siglo XVI. Del románico únicamente se conserva el pórtico, reconvertido en una de las naves laterales, y la pila bautismal.
Beleña de Sorbe

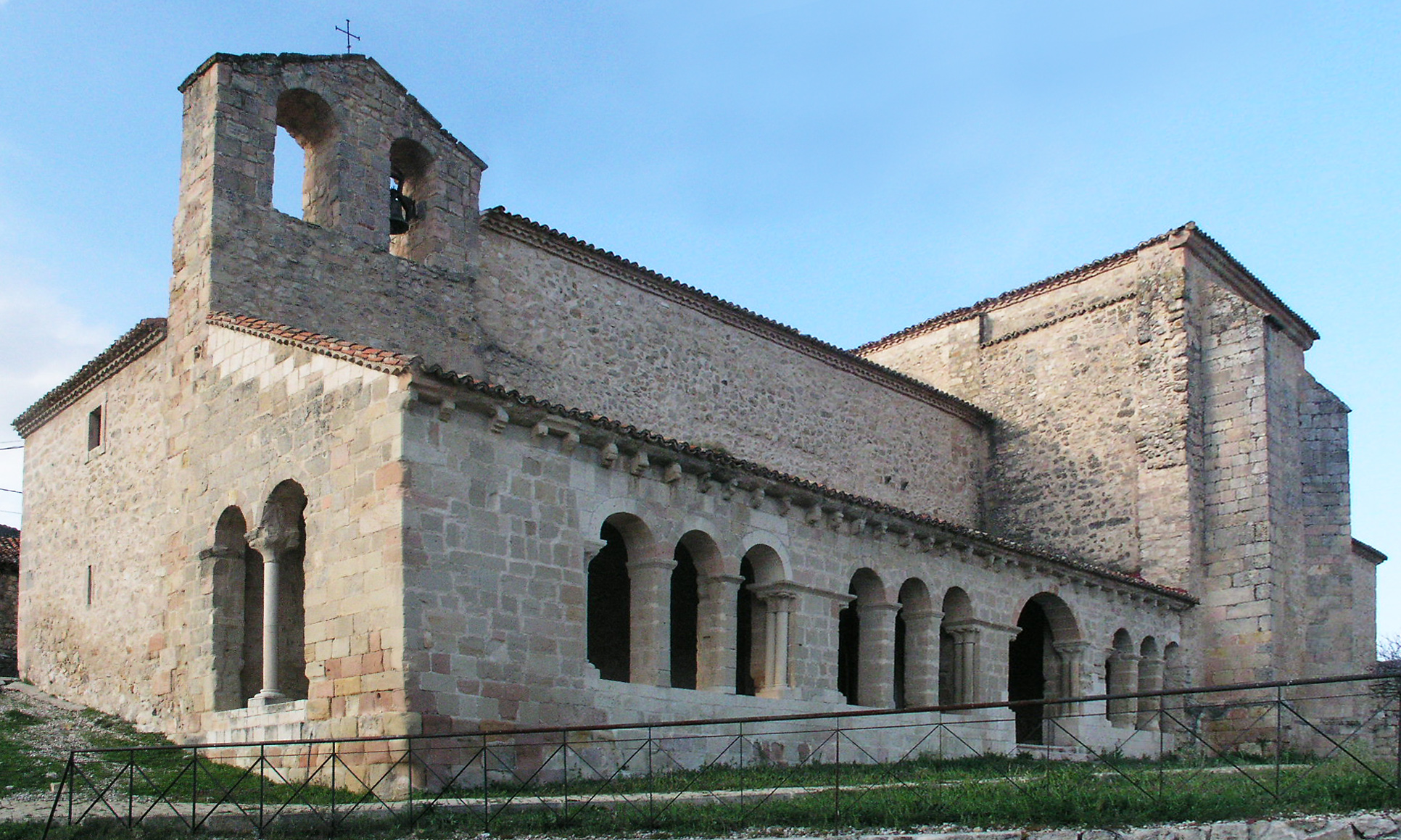
Fachada y pórtico de la iglesia de San Miguel de Beleña de Sorbe.

La iglesia de San Miguel es uno de los principales ejemplos de arquitectura románica que hay en la provincia. Destacan su pórtico y su portada románicos originales. El pórtico muestra tres series de tres vanos en el lateral, separadas por sencillas columnas, y dos vanos en el fondo separados por una columna rematada por un capitel jónico. La portada es de arco de medio punto con tres arquivoltas: las dos más exteriores sencillas, de aristas vivas sobre pilastras lisas, y la interior tiene una rica decoración que representa doce imágenes campesinas de los doce meses del año. Toda la iglesia fue reformada en el siglo XVI siguiendo el estilo gótico, distinguiéndose las partes originales románicas por el uso de sillería y las góticas posteriores por el uso de mampostería.
La Cabrera
La iglesia de la Asunción de La Cabrera se conserva prácticamente intacta desde su construcción, sin apenas reformas posteriores. Es un sencillo templo construido en mampostería, con un campanario en la parte occidental, al cual se accede por una sencilla portada barroca de arco carpanel de piedra sillar. El interior es muy austero; se divide en dos por un arco de medio punto que descansa sobre dos pilares rectangulares, separando la nave principal del campanario, donde se encuentra la cabecera. La cabecera se cubre por una bóveda decorada por cuatro toscas aristas. La nave central se encuentra cubierta por una sencilla armadura de madera.
Castilblanco de Henares
La iglesia del Rosario de Castilblanco de Henares fue construida en el siglo XIII, pero apenas conserva elementos originales. Sólo la portada, el hastial occidental con la espadaña y la pila bautismal se mantienen con el estilo románico original. La portada, situada en el lado meridional, presenta un arco de medio punto con dos arquivoltas asentadas sobre dos columnas con capiteles lisos y cimacios chaflanados.
Gascueña de Bornova
La iglesia de Santa María de Gascueña de Bornova es un pequeño templo casi aislado del resto de la localidad que apenas conserva elementos del románico, salvo algunas partes de los muros de las dos naves que la componen, ya que fue completamente reformada durante el siglo XVI. También del románico se conserva la pila bautismal, cuya copa está decorada por varios gallones verticales coronados por una sucesión de pequeños arcos de medio punto.
Pinilla de Jadraque

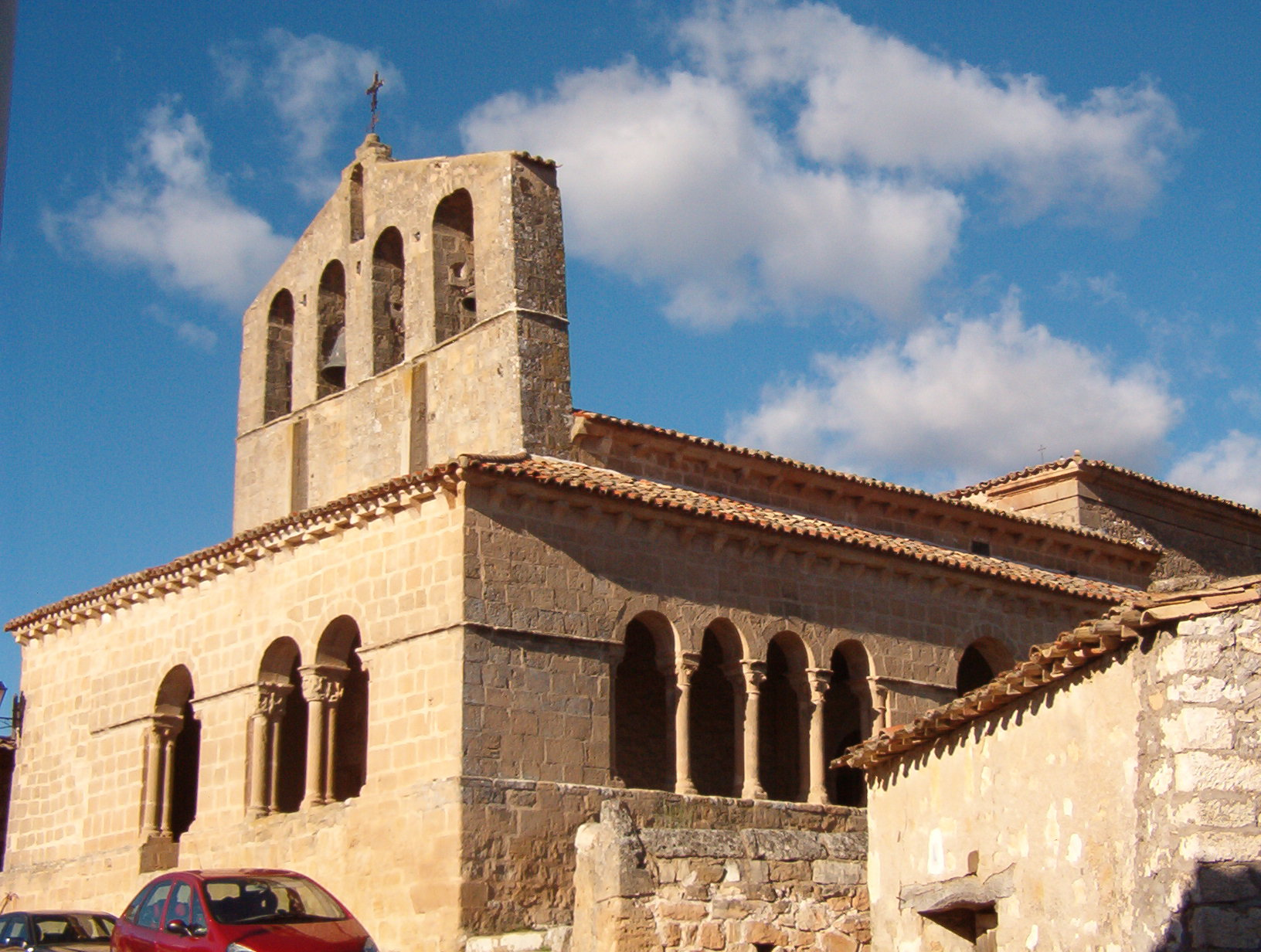
Espadaña y pórtico de la iglesia de la Anunciación de Pinilla de Jadraque.

La iglesia de la Anunciación de Pinilla de Jadraque es uno de los ejemplos más notables del románico rural en la provincia de Guadalajara, si bien fue también reformado en el siglo XVI. Construida con piedra sillar, de su construcción románica original destacan el atrio porticado y la espadaña. El atrio rodea los lados sur y oeste del templo y se organiza con un conjunto de arquerías: al sur con dos grupos de cuatro arcos de medio punto cada uno y el oeste por un grupo de dos arcos de medio punto y otro arco solo. Cada arco se asienta sobre dobles columnas rematadas por capiteles ornados con motivos vegetales e historiados. Desde el atrio se accede al tempo por una portada de  arco de medio punto con tres arquivoltas. Por otro lado, la espadaña se levanta sobre la cabecera del templo y está formada cuatro vanos para las campanas y un vano más pequeño encima.
Retiendas
Cerca de Retiendas se encuentra el monasterio de Bonaval, de estilo cisterciense, que presenta elementos tardorrománicos rematados con elementos góticos. Fue fundado probablemente en 1165, estuvo habitado hasta 1821 y a lo largo de los siglos fue sufriendo continuas ampliaciones y modificaciones que dan como resultado una estructura bastante heterogénea. Para su construcción se utilizó piedra sillar de caliza de la zona, la misma que se utilizó para otras grandes construcciones posteriores como los palacios de los Duques de Medinaceli en Cogolludo y del Infantado en Guadalajara. Hoy se encuentra en ruina progresiva.

### Señorío de Molina
La Buenafuente del Sistal

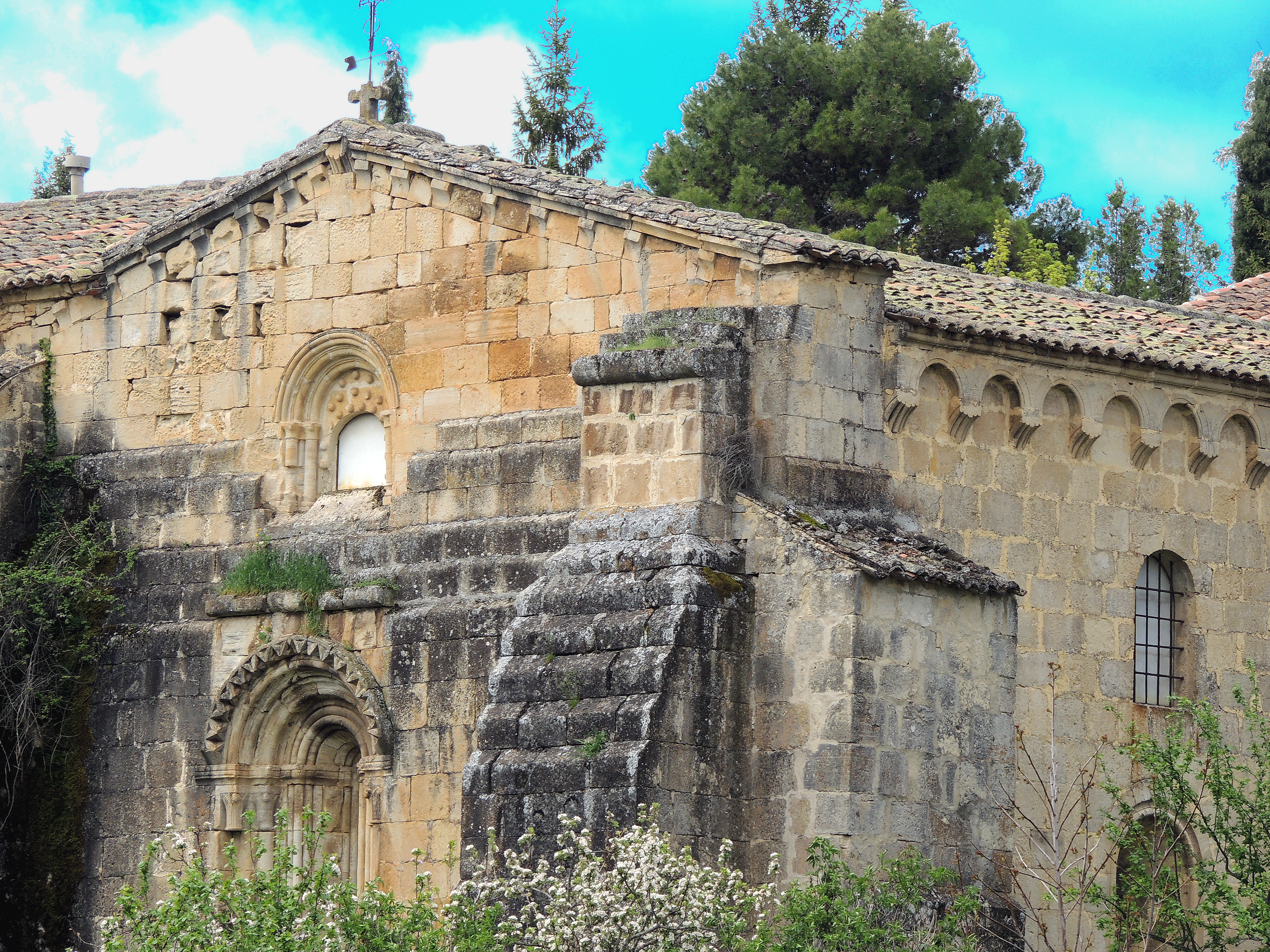
Fachada de la iglesia del monasterio de Santa María de La Buenafuente del Sistal.

El monasterio de Santa María de La Buenafuente del Sistal (Olmeda de Cobeta) es otro de los ejemplos de arte cisterciense que se conserva en la provincia de Guadalajara. Fundado en el siglo XIII, el monasterio, y particularmente su iglesia, se asienta sobre un templo románico anterior con elementos originales bien conservados: la estructura de la nave con bóveda de cañón y el ábside cuadrado con el presbiterio; los vanos de arco de medio punto, algunos decorados con un conjunto de arquivoltas, columnas y capiteles; la espadaña, con dos vanos inferiores de gran tamaño que sustentan dos campanas y uno superior más pequeño que sustenta una tercera campana; y, sobre todo, las portadas, una muy sencilla que da acceso a la iglesia desde el exterior entre dos contrafuertes y un tejadillo de moderna construcción, y otra que da acceso al claustro, con arco de medio punto y tres arquivoltas que descansan en sus columnas y enmarcada por un doble tejadillo adintelado decorado asentado sobre dos parejas de esbeltas y sencillas columnas.
Castilnuevo
Sobre un cerro se asentó en el siglo XII el castillo de Castilnuevo para la defensa de Molina por el valle del Gallo. Aunque ha sido muy reformado para distintos usos posteriores, todavía se aprecian elementos originales en la portada en arco de medio punto de la entrada así como en las almenas que coronan los muros y los restos de una barbacana. Este castillo sirvió de inspiración a Miguel de Cervantes para recrear el castillo de los Duques en el capítulo de la ínsula Barataria de Don  Quijote de la Mancha.
Hinojosa
La ermita de Santa Catalina, cerca de Hinojosa, es la antigua iglesia del despoblado de Torralvilla. Fue construida en la segunda mitad del siglo XII y forma parte de un grupo de iglesias que aportan una innovación en el románico con la inclusión de un acceso cubierto por un pórtico que se extiende por todo el lateral meridional de la nave. Esta innovación de proteger el accerso creando un espacio cerrado y abrigado nace como una necesidad dada la dureza del invierno en la zona y para albergar en ello las juntas comunales, fruto del vigor que en el siglo XII va cobrando la vida local. La iglesia es de planta irregular con una sola nave orientada a levante con un ábside semicircular. A diferencia de otras, esta iglesia no fue reformada durante el renacimiento puesto que Torralvilla quedó despoblado en el siglo XVII.
Labros
La iglesia de Santiago el Mayor de Labros se encuentra en ruinas. Data del siglo XII y conserva los muros, la torre campanario y la portada que estuvo protegida por un atrio.
Molina de Aragón

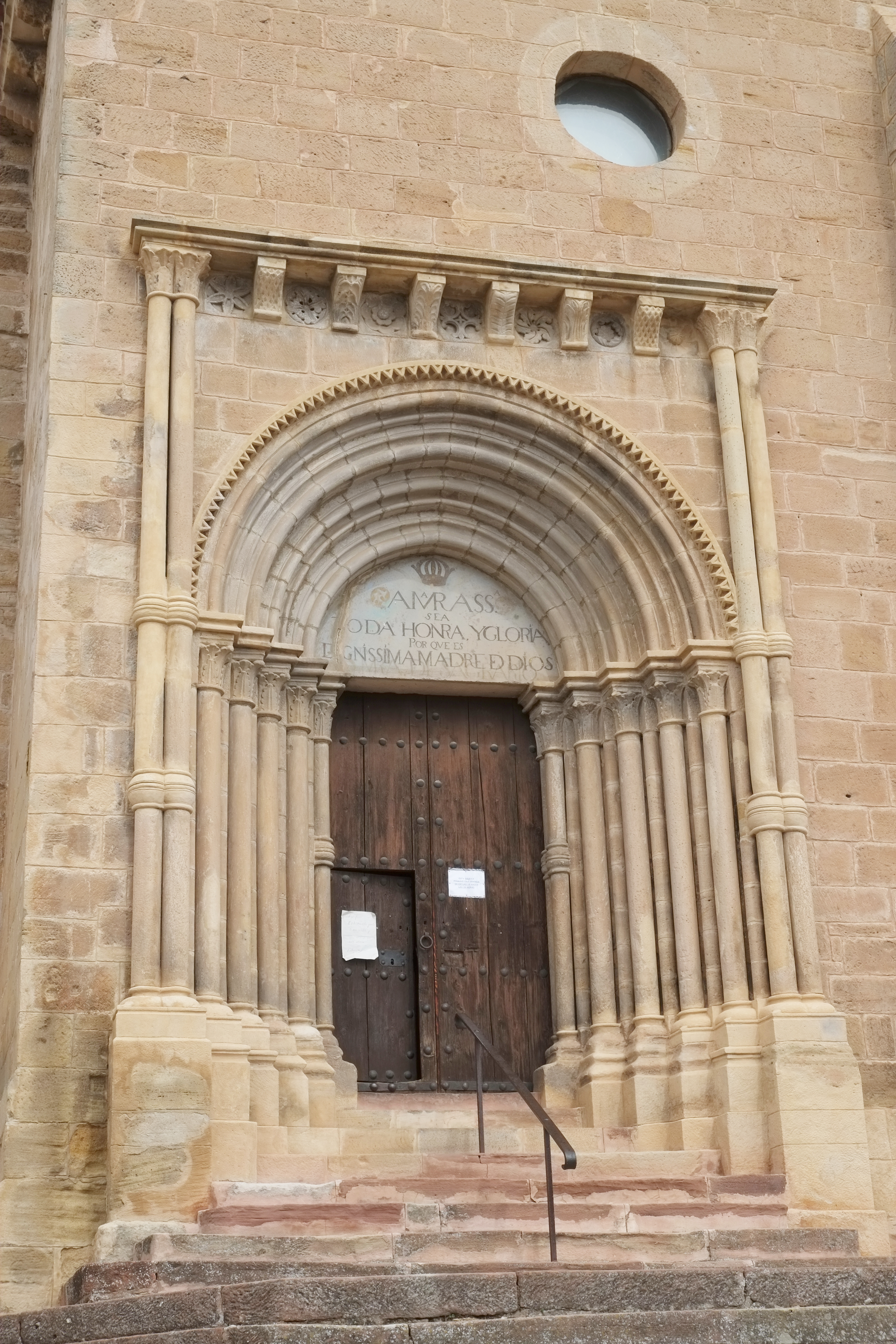
Portada de la iglesia de Santa Clara de Molina de Aragón.

Molina de Aragón fue la capital del histórico señorío de Molina, importante cruce de caminos y zona fronteriza de la corona de Castilla con el reino de Aragón que favoreció el comercio y la llegada de capitales. Pese a que el crecimiento de Molina experimentó su auge en los siglos XVI y XVII, Molina mantiene algunos ejemplos importantes de arquitectura románica, casi en exclusiva en el señorío, pues las duras condiciones climáticas y, sobre todo, las tensiones bélicas entre Castilla y Aragón no favorecieron la presura en las aldeas fuera de la villa hasta épocas más tardías.
En Molina destaca la iglesia de Santa Clara, de estilo cisterciense, construida en el siglo XIII. Era la iglesia aneja al convento que quedó inacabado. Del románico se aprecian los vanos de luz, que forman aspilleras rodeadas por arcos de medio punto asentados sobre columnas con capiteles, el ábside, que descansa sobre seis contrafuertes de triple columna sobre plintos, y destaca la portada, que forma un arco de medio punto con cinco arquivoltas decoradas con motivos vegetales y asentadas sobre columnas lisas con capiteles decorados con motivos vegetales y pilastras sencillas, y se encuentra enmarcada por un tejadillo adintelado decorado por seis canecillos y siete metopas y asentado sobre dos parejas de esbeltas columnas con capiteles decorados con motivos vegetales.

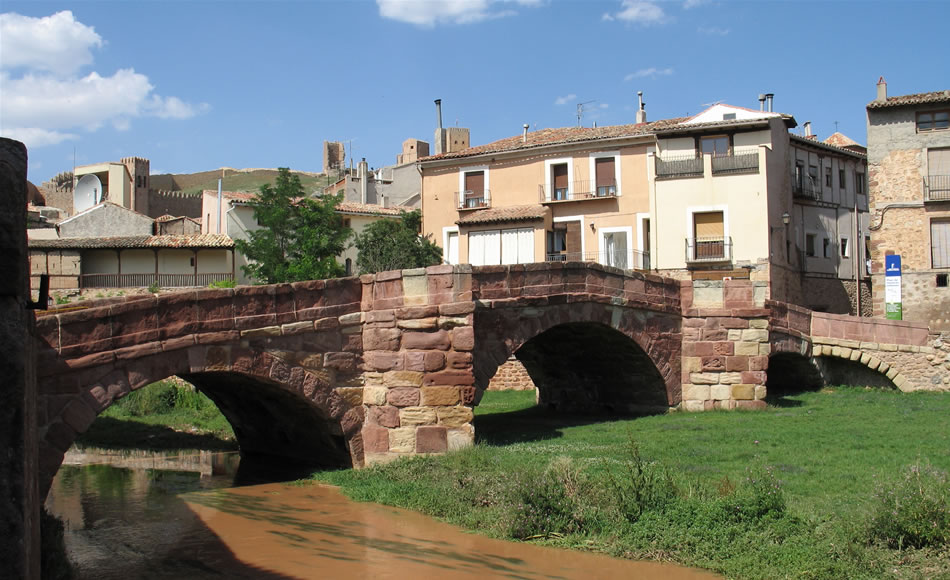
Puente viejo de Molina de Aragón sobre el río Gallo.

La otra obra románica importante de Molina es el puente viejo, sobre el río Gallo, entrada a la localidad por el camino de Cuenca y que daba acceso también las huertas junto al río. Está formado por tres ojos en arco de medio punto y asentado por dos gruesas pilas reforzadas por contrafuertes. El puente fue restaurado en el siglo XVII.
La iglesia de San Martín es el templo católico más antiguo de Molina. Fue construido en el siglo XII y de su origen románico conserva la portada interior y restos del ábside. El edificio se encuentra en ruinas debido a un incendio sufrido a principios del siglo XX y al abandono posterior.
La iglesia de Santa María la mayor de San Gil, hoy parroquia principal de la localidad, que tiene un origen románico, aunque ya no muestra ningún elemento original debido a las reformas sucesivas a lo largo de los siglos.
Poveda de la Sierra
La iglesia de San Pedro, del siglo XII, es un sencillo templo con espadaña a los pies. La portada, resguardada por un pequeño porche, contiene cuatro columnas con capiteles labrados.
Tartanedo
La iglesia de San Bartolomé, reedificada en el siglo XVI, conserva su portada románica de tres arquivoltas y chambrana con puntas de diamante.
Ventosa
El santuario de la Virgen de la Hoz, situado en pleno barranco de la Hoz, cerca de Ventosa (Corduente), tiene su origen en el siglo XII y de entonces todavía conserva la planta rectangular, los pilares y las arcadas que dan estructura al templo. Fue reconstruido y ampliado en el siglo XVI cuando se le añadió además una casa y la hospedería.

### La Alcarria
Brihuega
Brihuega es el principal centro del románico de la comarca de La Alcarria. Existen varias iglesias y el castillo de la Peña Bermeja. Este último se construyó sobre un antiguo fortín andalusí y se le añadieron varias estancias en el siglo XII en estilo románico y otras más en el siglo XIII siguiendo el nuevo estilo gótico.

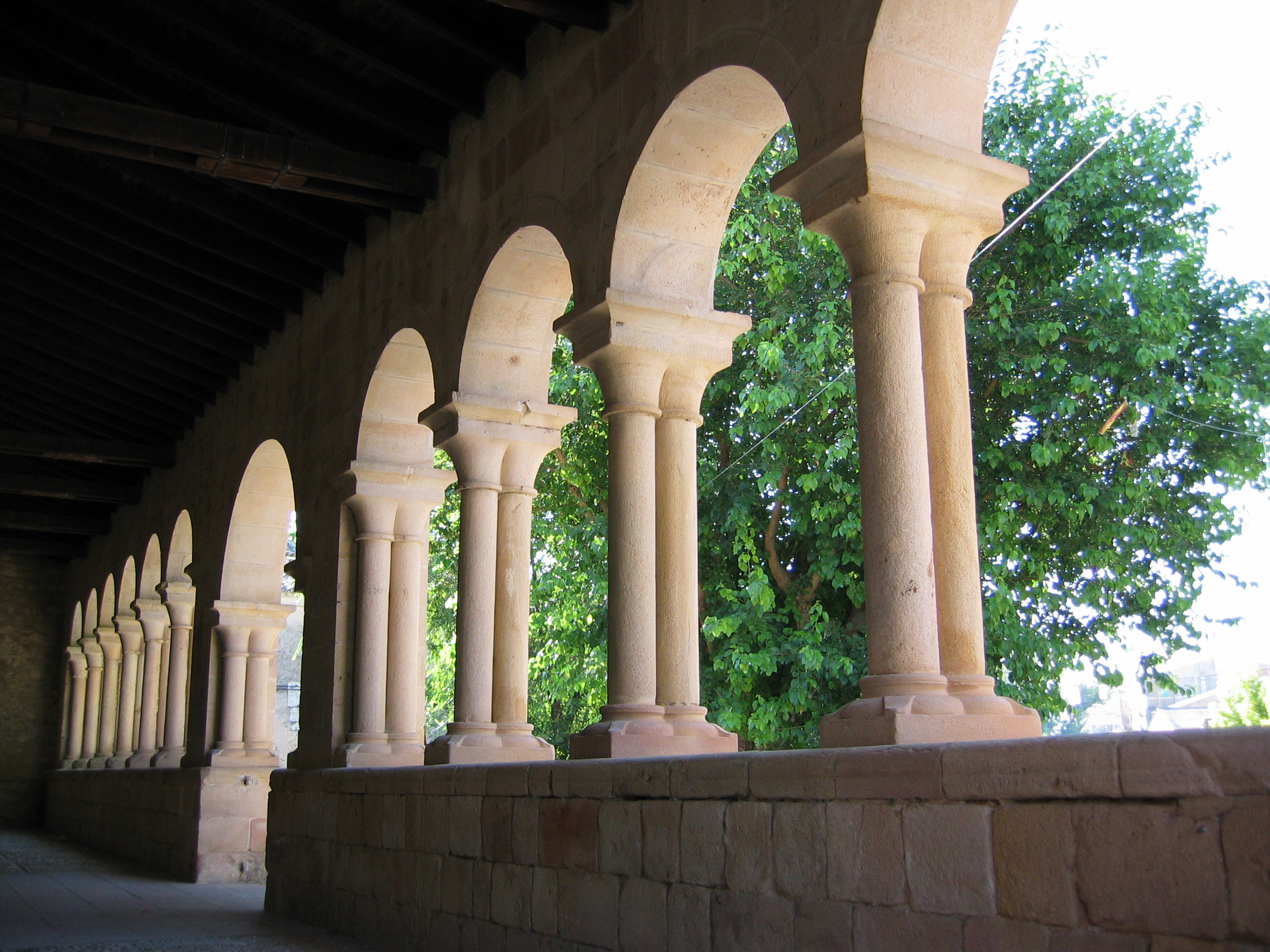
Interior del pórtico de la iglesia de Yela, en el término municipal de Brihuega.

Entre las iglesias, destaca la de San Felipe, construida en el siglo XIII bajo estilo románico de transición al gótico, donde el ábside semicircular con bóveda de cuarto de esfera es lo mejor conservado del románico. La iglesia de San Miguel tiene una construcción similar a la de San Felipe e incorpora además algunos elementos mudéjares. Lo mismo sucede con la iglesia de la Peña, construida en el siglo XIII por la orden del Císter, donde se mezclan el románico y el gótico. Por último, la iglesia de San Simón, inmueble adosado a edificios de viviendas que dificultan su visionado, es un tempo mudéjar con numerosas influencias románicas, sobre todo en el ábside semicircular.
En las pedanías de Brihuega también se conservan algunos edificios del románico, como la iglesia de Hontanares, de piedra sillar caliza y con una fuerte espadaña; la iglesia de Olmeda del Extremo, con una espadaña monumental; los escasos restos de monasterio de San Blas en Villaviciosa de Tajuña, fundado en 1072, y la iglesia de Yela, con un gran pórtico en uno de sus laterales.
Cereceda
La iglesia de la Asunción de Cereceda presenta una estructura típica de los tempos tardorrománicos de la zona, con una única nave con presbiterio sobreelevado recto, ábside semicircular con dos capillas laterales adosadas en el siglo XVII en la fachada sur y espadaña triangular está situada a los pies de la nave.
Córcoles
El monasterio de Monsalud de Córcoles es uno de los más importantes del medievo en la península ibérica. Iniciado en el siglo XII por la orden del Císter, combina elementos tardorrománicos con góticos en sus remates. Está compuesto por un edificio principal monasterial rodeado de varios edificios auxiliares relacionados con las actividades agrícolas y de seguridad. En el siglo XV quedó empobrecido y fue perdiendo importancia hasta su clausura en 1835. 
Escopete
Las Inviernas
Monasterio de Óvila
Villaescusa de Palositos
Uno de los escasos edificios que quedan medianamente en pie en Villaescusa de Palositos es la iglesia de la Asunción. Es uno de los edificios románicos más meridionales y de más tardía construcción, entre finales del siglo XII y principios del XIII, por lo que constituye uno de los escasos ejemplos tardorrománicos de la zona. Si bien es cierto, y como suele ser habitual, fue reconstruida entre los siglos XVI y XVII. Aun así, contiene todas las partes esenciales pertenecientes al estilo románico, como su ábside semicircular o empleo de arcos de medio punto.